# Гаврюшенко, Анатолий Николаевич
Анато́лий Никола́евич Гаврюше́нко (4 июля 1939 — 29 октября 1992) — советский дипломат. Чрезвычайный и полномочный посланник 1 класса (17 августа 1990).
Кандидат исторических наук (1975). Работал сотрудником посольства СССР в Сирии, консулом в Аннабе (Алжир), первым советником посольства СССР в Турции. 
С 15 февраля до середины 1991 года был чрезвычайным и полномочным послом СССР в Бахрейне.
Похоронен на Троекуровском кладбище Москвы (уч-к 3, ряд 11).